# Pokój na czacie
Pokój na czacie (ang. Chatroom) – brytyjski dramat filmowy z 2010 roku w reżyserii Hideo Nakaty. Zdjęcia kręcono w Londynie.

## Fabuła
Jim, Mo, Eva i Emily poznają przez Internet Williama, który w prawdziwym życiu nie ma czasu dla innych ludzi. Postanawia zaprzyjaźnić się i pomóc Jimowi, który przyznaje się, że bierze antydepresanty. Mo i Eva uświadamiają sobie, że William jest niebezpieczny i postanawiają ocalić Jima. Wtedy William zamyka ich systemy − a w ten sposób odcina ich od swojej ofiary.

## Obsada
- Aaron Johnson jako William
- Matthew Beard jako Jim
- Imogen Poots jako Eva
- Hannah Murray jako Emily
- Daniel Kaluuya jako Mo
- Jacob Anderson jako Si
- Nicholas Gleaves jako Paul
- Richard Madden jako Ripley
- Megan Dodds jako Grace
- Tuppence Middleton jako Candy